# Hanna Brycz (koszykarka)
Hanna Rusłanauna Brycz (biał. Ганна Русланаўна Брыч; ur. 8 marca 1997 w Mińsku) – białoruska koszykarka, występująca na pozycjach silnej skrzydłowej lub środkowej, reprezentantka kraju, od 2022 zawodniczka Partizani Tirana.

## Osiągnięcia
Stan na 7 maja 2023, na podstawie, o ile nie zaznaczono inaczej.

### Drużynowe
- Wicemistrzyni Albanii (2023)
- Uczestniczka międzynarodowych rozgrywek Eurocup (2020/2021 – TOP 8, 2021/2022 – runda zasadnicza)

### Seniorska
- Uczestniczka:
  - mistrzostw Europy (2019 – 13. miejsce, 2021 – 4. miejsce)
  - do Eurobasketu (2017, 2019, 2021, 2023)

#### Młodzieżowe
- Uczestniczka mistrzostw Europy:
  - U–20 (2014 – 14. miejsce)
  - U–18 (2013 – 15. miejsce)
  - dywizji B:
    - U–20 (2016 – 11. miejsce, 2017 – 4. miejsce)
    - U–18 (2015)
    - U–16 (2012 – 12. miejsce, 2013 – 8. miejsce)